# Theta Arietis
Désignations
Theta Arietis (en abrégé θ Ari) est une étoile binaire de la constellation du Bélier. Elle est faiblement visible à l'œil nu avec une magnitude apparente de 5,58. Avec un décalage annuel de la parallaxe de 7,61 mas, elle est distante de 429 ± 10 a.l. (∼ 132 pc) de la Terre. Elle s'éloigne du Système solaire à une vitesse radiale de +6 km/s.
Sa composante primaire, désignée Theta Arietis A, est une étoile blanche de la séquence principale de type spectral A1Vn. Elle tourne à un rythme rapide, comme le montre sa vitesse de rotation projetée de 186 km/s. Cela provoque une apparence « nébuleuse » de ses raies d'absorption, ce qui est indiqué par le suffixe « n » dans son type spectral. En 2005, C. Neiner et al. ont classé cette étoile comme une étoile Be car elle présente des caractéristiques d'émission dans les raies de l'hydrogène de la série de Balmer.
En 2016, un compagnon, Theta Arietis B, a été détecté en orbite proche autour de Theta Arietis A, sur la base d'observations utilisant l'optique adaptative avec l'observatoire Gemini. Il apparaît avoir une masse semblable à celle du Soleil.